# Frans Piens
Frans Piens (1922 - 1973) was een Vlaams kunstschilder actief in Gent in de periode na de Tweede Wereldoorlog.

## Biografie
Frans Piens was afkomstig van Gent waar zijn ouders het Hotel Oslo uitbaatten.  Het was tijdens de oorlog uit broodnood een ‘rendez-vous’-hotel geworden, maar het was ook de plaats waar jonge kunstenaars van de Gentse academie elkaar ontmoetten. Er werd over beeldende kunst en literatuur gediscussieerd en muziek beluisterd. Het werk van Pablo Picasso en van Paul Cézanne waren geliefde gespreksonderwerpen.
Frans Piens richtte samen met schilders zoals Jan Saverys, Roger Raveel, Jan Burssens, Victor van der Eecken, Elsa Vervaene, Pierre Vlerick en Marcel Ysewijn in 1948 de groep La Relève op. Het waren vrienden uit de academie die zichzelf beschouwden als de opvolgers van de Vlaamse expressionisten, vandaar de naam “de aflossing”.
Zijn ‘Portret van Jan Burssens’ is een van zijn mooiste werken.